# Cadi
Pour les articles ayant des titres homophones, voir Cadi (homonymie), Cady, caddy, Kadi (homonymie) et Kady (homonymie).
Un cadi (en arabe : قاضي [qaːðˤiː], « juge ») est un juge musulman remplissant des fonctions civiles, judiciaires et religieuses. Le cadi est un juge de paix et un notaire, réglant des problèmes de la vie quotidienne : mariages, divorces, répudiations, successions, héritages, etc.
Le mot « cadi » vient d'un verbe signifiant « juger », « décider ». Il est issu de l'arabe, en particulier du mot القضاء qui veut dire jugement.

## Définition
Le cadi est un personnage essentiel dans les sociétés musulmanes. Selon Al-Mâwardi, le cadi doit : « trancher les disputes, faire valoir les responsabilités, les droits des incapables ou des orphelins, administrer les fondations pieuses (Waqfs), donner effet aux dispositions testamentaires, infliger les peines fixées, protéger sa circonscription contre les violations des règlements et contre les troubles, tenir la justice égale pour les faibles et les forts, les grands et les petits. »
Au Xe siècle, le juriste hanafite al-Jaṣṣāṣ définissait le rôle du cadi de la manière suivante : « Le cadi remplace l’ensemble de la population [dans sa mission] de rendre à chacun ce à quoi il a droit ».
Bien des siècles plus tard, Ibn Khaldoun affirma dans son ouvrage Al-Muqaddima : « La fonction de cadi est une de celles qui dépendent du calife. C'est une institution dont l'objet est de juger les conflits et de mettre fin aux querelles et aux dissensions. Elle doit appliquer les lois religieuses définies par le Coran et la Sunna. c'est donc un office rattaché au califat et qui dépend de lui. ».

## Histoire de la fonction de cadi
L'origine de la fonction de cadi est mal connue. L'historiographie musulmane traditionnelle est ambiguë sur ce point : selon les uns, des cadis auraient été nommés dès l'époque du califat de Médine (califes dits "Rāshidūn") ; selon d'autres, le poste de cadi aurait été une création omeyyade.
Sous la dynastie des Omeyyades (661-750), les cadis étaient généralement nommés par les gouverneurs de provinces. À quelques exceptions près, le calife omeyyade n'intervenait pas dans leur désignation. Joseph Schacht considère ainsi le cadi comme le "secrétaire judiciaire" du gouverneur. Une importante réforme eut lieu sous le deuxième calife abbasside, al-Manṣūr (r. 754-775). Dans la seconde partie de son règne, celui-ci entreprit de centraliser la judicature et de nommer lui-même les cadis de l'empire. Les cadis dépendirent désormais directement du pouvoir central et leur justice devint l'expression de celle du califat.
À la fin du VIIIe siècle, Hārūn al-Rashīd renforça l'institution judiciaire en créant la fonction de "grand cadi" (qāḍī al-quḍāt), à la fois conseiller juridique du calife et grand juge de l'empire islamique. Le grand cadi participait avec le calife au choix des candidats à la judicature et pouvait, en certains cas, nommer lui-même des cadis.
L'organisation juridictionnelle du cadi n'en est qu'une parmi plusieurs : à l'origine, le cadi est chargé de trancher les litiges entre particuliers ainsi que de juger les hudud, ou crimes commis « contre Dieu ». Ces derniers vont cependant être placés sous l'autorité militaire pendant le règne des Mamelouks.
D'autres organisations juridictionnelles ont cependant existé, de façon concurrente, par exemple celles du chef de la police (le sahib as-surta, en tant que wali al-djaraim ou responsable de la lutte contre les crimes), des autorités de marché (le muhtasib), des mazalim (instances d'appel contre les décisions de l'administration ou des militaires, exercée par le prince ou ses délégués), le hajib al-hujjab (ou grand chambellan, chargé de la justice militaire sous les Mamelouks), etc.
Les cadis vont cependant acquérir d'autres fonctions à partir du Xe siècle, devenant souvent chefs de la police, gouverneurs de ville (ainsi la famille des Ali-Burhan à Boukhara de 1102 à 1238, ou encore les Abbadides de Séville de 1023 à 1091, les cadis de Valence, Murcia, Malaga, Jabla, Tripoli, Tyrós ou encore Diyarbakir), contrôlant l'administration, étant nommés diplomates ou ministres. L'accès aux postes administratifs et politiques leur est ouvert sous les dynasties des Mamlouks (1250-1517), des Timourides (1370-1506) et des Seljouks (XIe – XIIIe siècle). Certains auteurs des XIIIe et XIVe siècles (dont le hanbalite Ahmad Ibn Taimiyya, son disciple Ibn Qayyim al-Jawziyya et le malékite Ibrahim Ibn Farhun, tous trois sujets de l'empire mamlouk) vont ainsi réclamer l'extension des compétences du cadi, et son droit d'imposer des peines jusque-là réservées aux autorités politiques pour la préservation de l'ordre public.

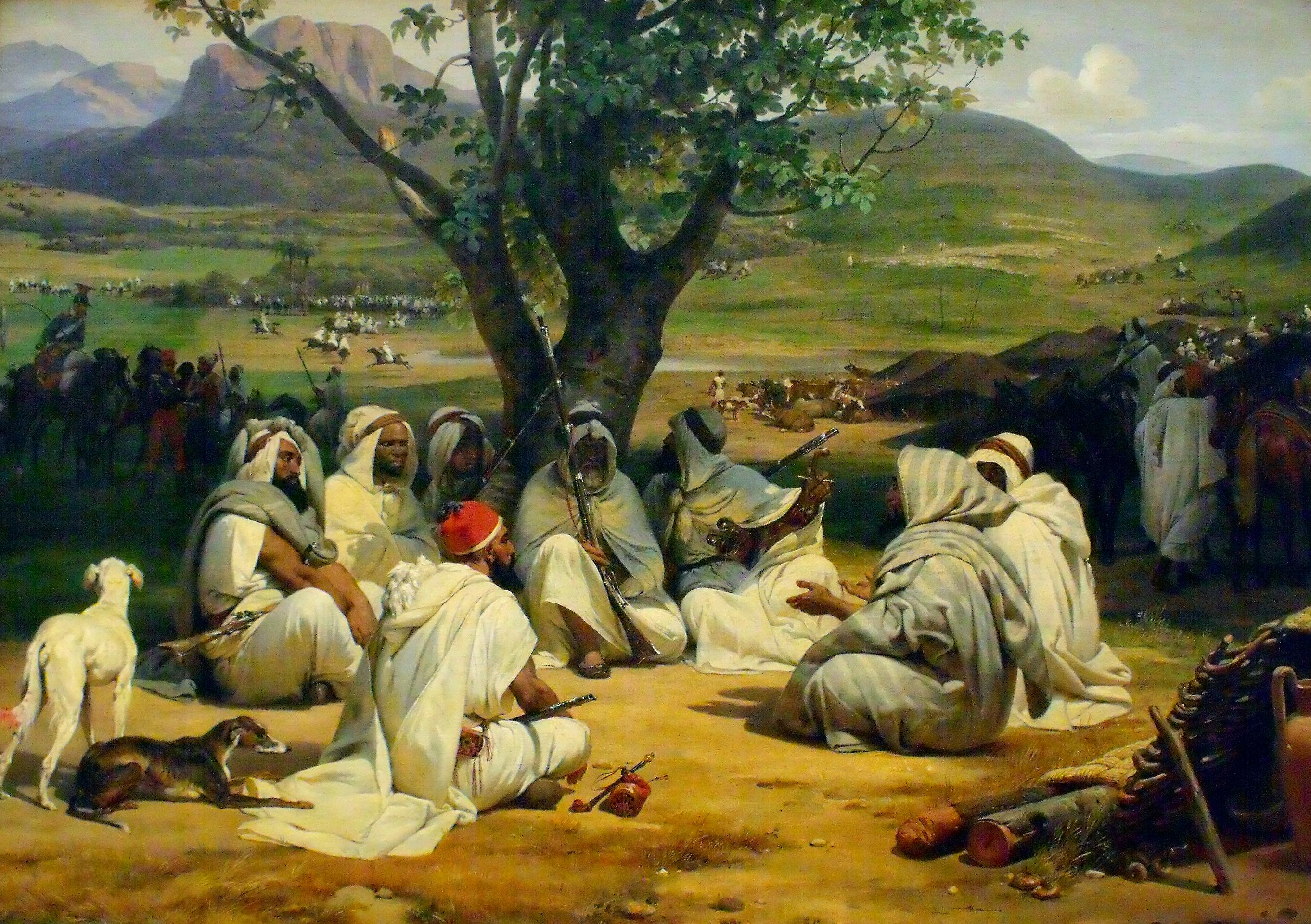
Le Parlementaire et le medjeles
Horace Vernet, 1834
Chantilly, Musée Condé

Au XIXe siècle au début de la colonisation par la France, Charles RICHARD (ex-Capitaine Commandant du Génie), décrit ainsi l'institution : 
«  Dans les tribus, il y aurait des kadis et des muphtis ; les seconds seraient les aides des premiers et leurs suppléants au besoin. Au centre du cercle serait un medjeles composés des kadis les plus importants.... On appellerait devant lui des affaires portées devant les kadis et il jugerait en dernier ressort.  »
En 1917, Mukhlisa Bubi est la première femme à être élue cadi.

## La saisine du cadi et la procédure judiciaire
Conformément au droit musulman, ils se basent sur l'ijma, consensus des oulémas, pour rendre leurs jugements. Si les sentences rendues par le cadi semblent non conformes au droit, on peut parfois les déférer au mufti qui prononce alors en dernier ressort [réf. nécessaire]. Cet appel n'est toutefois pas toujours possible: ainsi, selon la doctrine classique hanéfite, il n'y a pas d'appel possible en cas d'aveu: on considère alors que le jugement est établi par des preuves (qada'istihqaq),. Le rôle du cadi consiste essentiellement à trancher les litiges des particuliers: il n'intervient ainsi qu'à la demande des parties, et tente une procédure de conciliation préalable. Lorsqu'il s'agit de violations des « droits de Dieu » - ou des droits publics (on parle de hudud) -, le cadi ne peut intervenir que s'il est saisi par des témoins crédibles agissant dans l'intérêt public, les suhud al-hisba.

## Juger selon le vraisemblable
Les attaques de corruption et de favoritisme contre les cadis sont aussi anciennes que l'institution. Présentes chez les juristes, elles conduisent à relativiser le jugement du cadi: celui-ci ne dit pas la vérité sur les faits ou les mobiles, le cadi n'ayant pas accès, contrairement à Dieu, à l'intérieur des consciences, et ne pouvant donc se fonder, pour juger, que sur des témoignages vraisemblables,. Dès le IXe siècle, ces témoignages et les débats devant le cadi sont ainsi consignés par écrit, afin de servir en tant que sources de jurisprudence. Au XIIe siècle, le juriste hanéfite de Transoxiane Sarakhsi déclare ainsi :
«  Il n'y a aucune méthode pour démêler le sincère du mensonger dans un témoignage car Dieu - il est sublime - ne nous donne pas accès à la vérité sur la sincérité d'un rapport fourni par quelqu'un qui n'est pas immunisé [par Dieu] contre le mensonge. Du point de vue du droit sacré (sar), [le cadi] n'est pas obligé de prendre connaissance des choses qui lui sont inaccessibles, parce que l'obligation dépend des capacités. Il est capable de connaître le statut des témoins et s'il fait cela diligemment, il accomplit tout ce qui est dans ses capacités et il est alors tenu de donner son jugement. Tout ce qui dépasse ce niveau de connaissance n'est plus à prendre en compte parce que ça n'entre pas dans la sphère de ses capacités. »
Ainsi, la vérité judiciaire est davantage le résultat de la conformité aux normes juridiques qu'un jugement conforme aux faits. Elle peut donc entrer en conflit avec la vérité théologique : le cadi peut rendre un jugement erroné, puisqu'il ne se fonde que sur le vraisemblable, ce qui n'empêcherait pas le vrai coupable d'être condamné à l'enfer par la justice divine.

## Les cadis dans le monde
Alors que dans l'Empire Ottoman, les cadis (turc : kadı) exerçaient un pouvoir s'étendant sur un large éventail de compétences, qui allaient du domaine administratif au domaine économique, en passant par le droit civil ou militaire, le système des cadis a été supprimé par une loi adoptée en 1924. Dans d'autres pays, le pouvoir religieux se mêle plus ou moins avec un pouvoir exécutif/judiciaire laïque, et dans d'autres, comme dans certaines zones du Nigeria, le pouvoir des cadis est conforme à celui donné lors de la création de l'institution.

### Le cas de Mayotte
Mayotte est une ancienne colonie française, puis TOM avant sa départementalisation en 2011, qui bénéficie encore de spécificités dans son droit local. Ces spécificités liées au droit coutumier et au droit musulman ont aujourd'hui disparu, après de nombreuses tergiversations.
Les juridictions cadiales ont été supprimées par l'ordonnance no 2010-590 du 3 juin 2010 qui prévoit que les juges pourront consulter les cadis sur l'interprétation du statut coutumiers.
Jusqu'en 2010, les litiges nés de l’application du droit local étaient de la compétence de juridictions spécifiques : le tribunal de cadi (premier degré), le grand cadi (juridiction d’appel), la chambre d’annulation musulmane (litiges supérieurs à 305 €). Le préfet de Mayotte, dont le régime est toujours similaire au concordat, nomme un grand cadi.
Après le référendum de 2001, le statut personnel, statut de droit civil qui concerne essentiellement les droits de la personne et de la famille, ainsi que les droits patrimoniaux, peuvent être maintenus. Ces droits concernent la polygamie, la possibilité de répudiation de la femme par le mari, l'inégalité des sexes en matière de droit successoral, quoiqu'en cas de divorce, les biens mobiliers et immobiliers appartenant à la femme restent en sa possession. Toutefois, la polygamie et la répudiation unilatérale ont été abolies pour les personnes qui accèdent à l'âge du mariage à partir de 2005. Par ailleurs, la nouvelle loi donne la possibilité à chacun de renoncer à ce statut au profit du statut civil de droit commun français. La fonction de cadi reste importante pour les Mahorais qui sont toujours essentiellement musulmans. Mais la population comme les cadis ont accepté de voir cette fonction fortement diminuée en faveur du droit civil français, car en contrepartie, ils ont obtenu une plus grande intégration dans la république. Les termes en sont les suivants :

« Les articles 49 à 53 prévoient le transfert des litiges relatifs aux personnes ayant le statut civil de droit local des juridictions de cadis vers la juridiction de droit commun qui sera complétée d'assesseurs cadis. Les cadis opteront par conséquent entre les fonctions d'assesseurs et de médiateurs ou de conciliateurs que l'article 52 leur reconnaît. Les modalités de cette réforme seront précisées par des ordonnances qui font l'objet de l'habilitation prévue par l'article 55. »

Au XVIIIe siècle, plusieurs gouverneurs ont été choisis parmi les cadis. Ils étaient également chargés des états civils coraniques.

### Source partielle
- Marie-Nicolas Bouillet  et Alexis Chassang (dir.), « Cadi » dans Dictionnaire universel d’histoire et de géographie, 1878 (lire sur Wikisource)